# Твистринген
Твистринген (њем. Twistringen) град је у њемачкој савезној држави Доња Саксонија. Једно је од 47 општинских средишта округа Дипхолц. Према процјени из 2010. у граду је живјело 12.417 становника. Посједује регионалну шифру (AGS) 3251042.

## Географски и демографски подаци
Твистринген се налази у савезној држави Доња Саксонија у округу Дипхолц. Град се налази на надморској висини од 49 метара. Површина општине износи 114,2 km². У самом граду је, према процјени из 2010. године, живјело 12.417 становника. Просјечна густина становништва износи 109 становника/km².

## Међународна сарадња
| Мјесто  | Држава    | Врста сарадње | Од    |
| ------- | --------- | ------------- | ----- |
| Бонтабл | Француска | партнерство   | 1977. |
| Извор   |           |               |       |